# Canale d'Agordo
Canale d'Agordo is een gemeente in de Italiaanse provincie Belluno (regio Veneto) en telt ruim 1063 inwoners (31-12-2024). De oppervlakte bedraagt 46,1 km², de bevolkingsdichtheid is 23 inwoners per km². Het is de geboorteplaats van paus Johannes Paulus I. Tot 1964 heette de gemeente Forno di Canale.
De volgende frazioni maken deel uit van de gemeente: Fregona, Feder, Garés, Carfon, Pisoliva, Casate, Val, La Sotta, Campion, Palafachina, La Mora, Tegosa, Colmean en Gaier.

## Demografie
Het aantal inwoners daalde in de periode 1991-2017 met 13,1% volgens ISTAT.
| Jaar | Inwoneraantal |
| ---- | ------------- |
| 1991 | 1285          |
| 2001 | 1236          |
| 2004 | 1253          |
| 2013 | 1161          |
| 2017 | 1117          |

## Geografie
De gemeente ligt op ongeveer 976 m boven zeeniveau.
Canale d'Agordo grenst aan de volgende gemeenten: Cencenighe Agordino, Falcade, Rocca Pietore, Siror (TN), Taibon Agordino, Tonadico (TN) en Vallada Agordina.

## Galerij

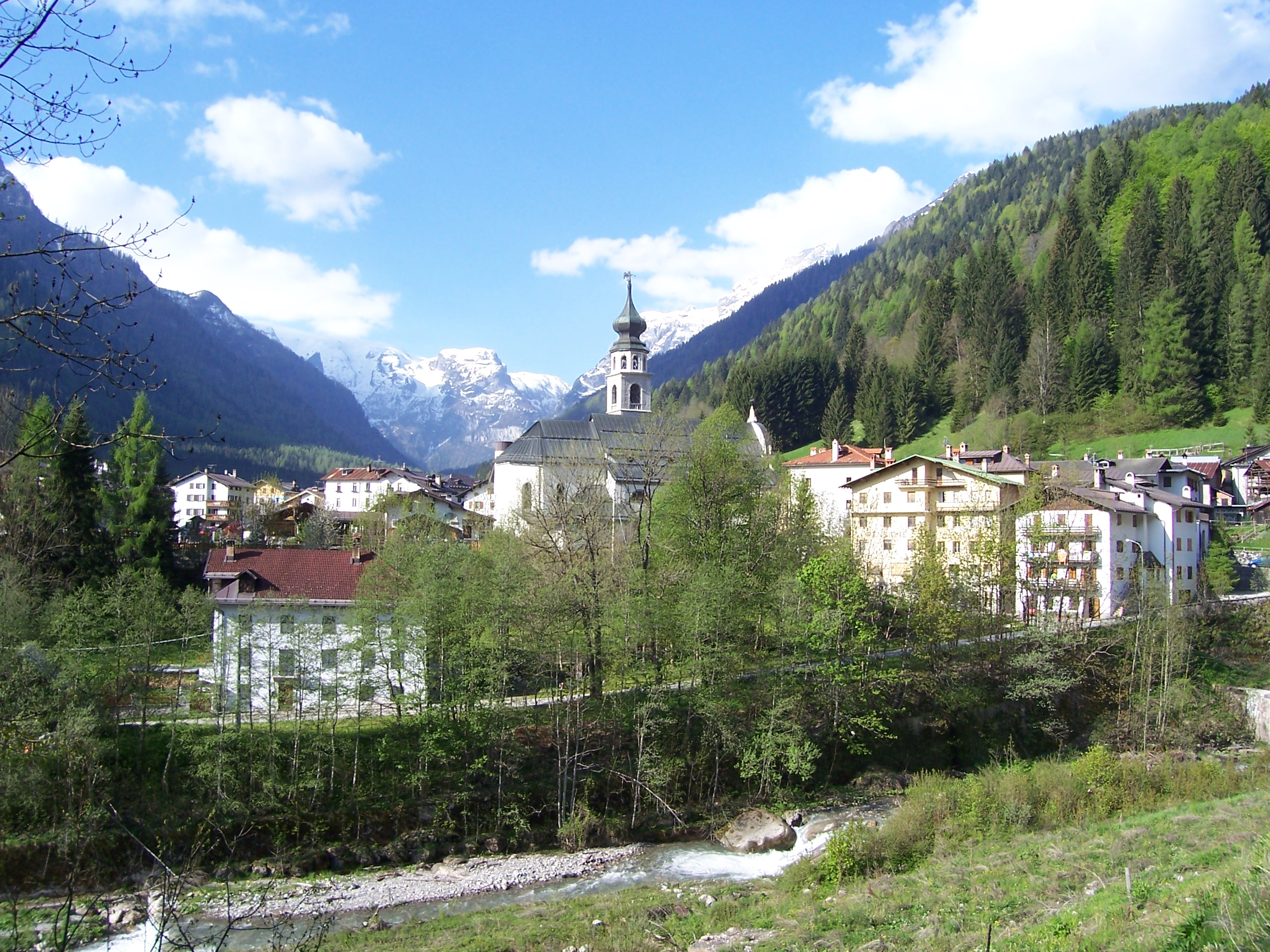
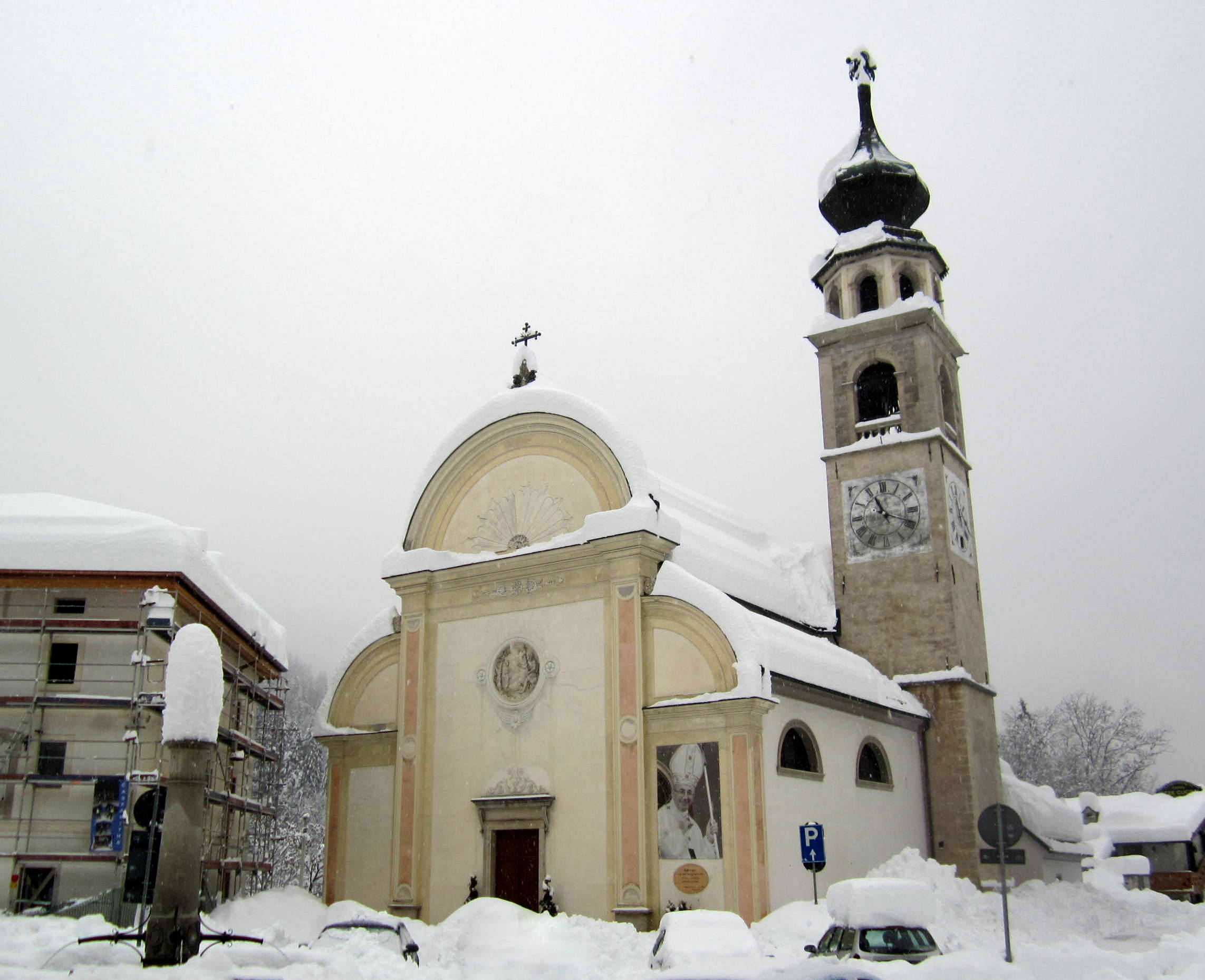
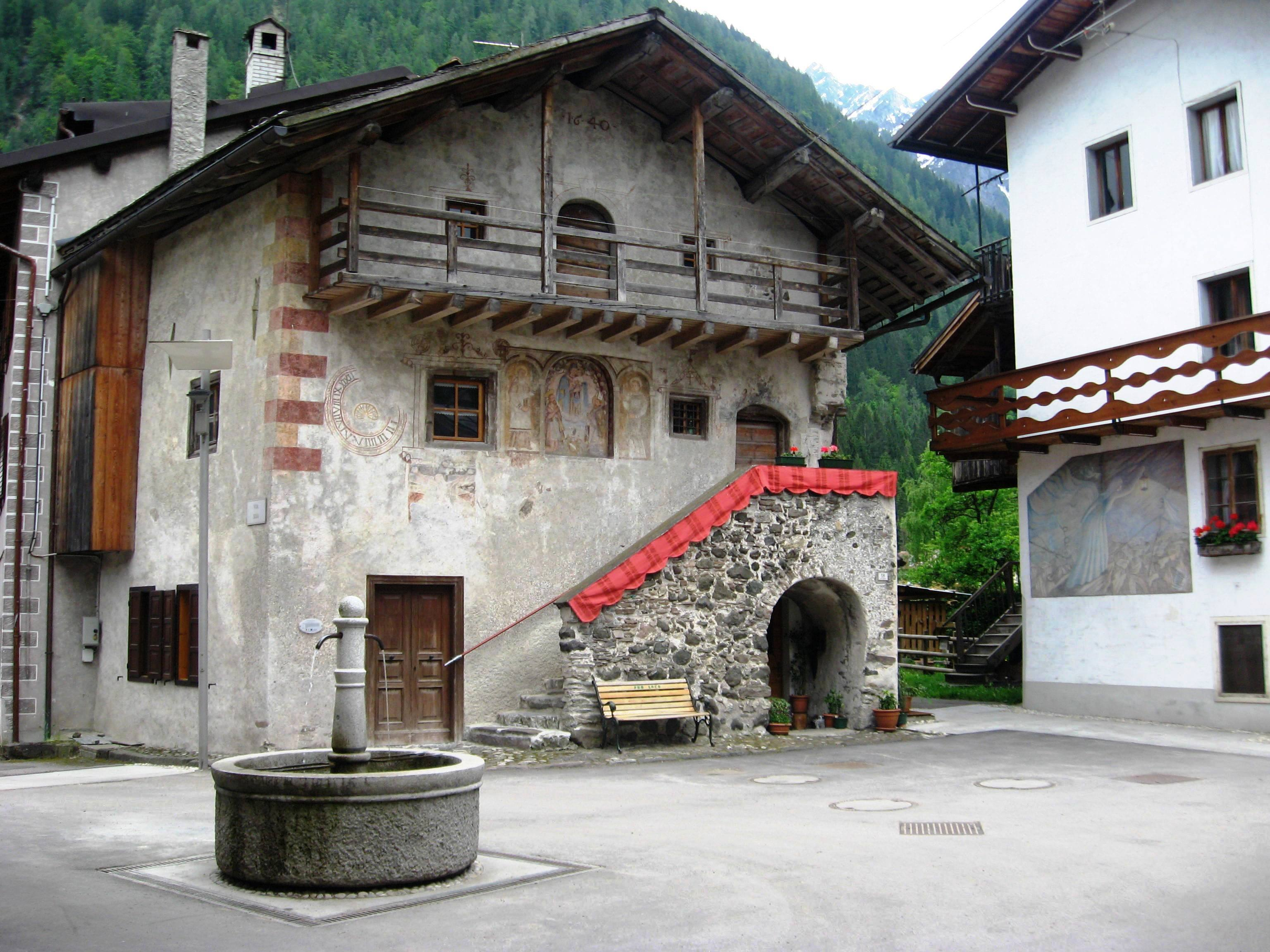
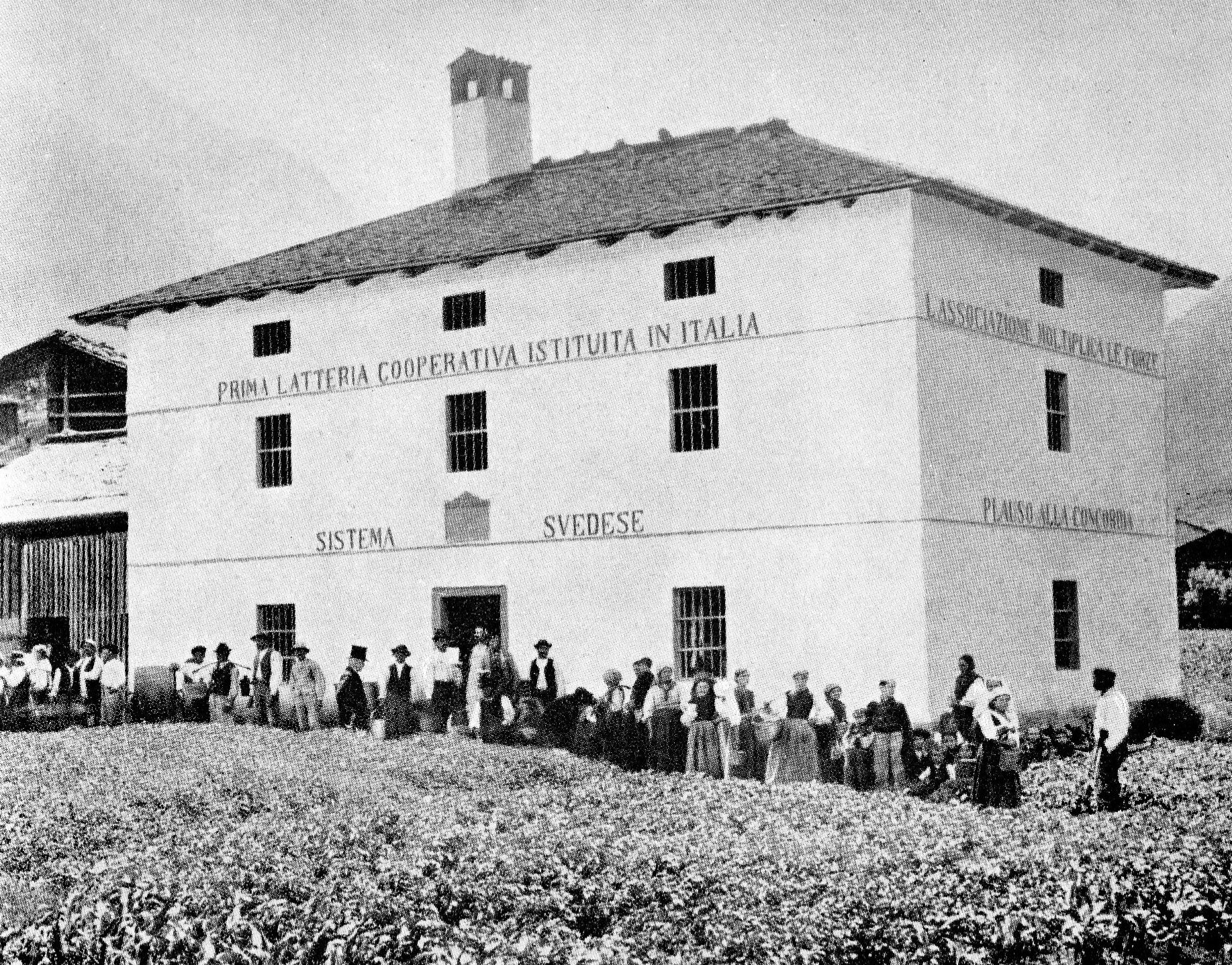

## Geboren
- Paus Johannes Paulus I (1912-1978), geboren als Albino Luciani
- Giuseppe Andrich (1940), bisschop